# Aqui DF
Aqui DF é um jornal diário em formato tabloide fundado em 13 de março de 2006 pelos Diários Associados e que tem um perfil popular com destaque para esportes e entretenimento, o jornal uma extensão periódica da versão do Aqui BH,. Em 2012 é o segundo maior jornal em circulação no Distrito Federal.